# Граф Селборн

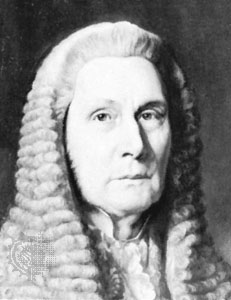
Роунделл Палмер, 1-й граф Селборн

Граф Селборн в графстве Саутгемптон — наследственный титул в системе пэрства Соединённого королевства. Он был создан в 1882 году для адвоката и либерального политика Роунделла Палмера, 1-го барона Селборна (1812—1895), вместе с дополнительным титулом виконта Волмера из Блэкмора в Саутгемптоне. 
В 1872 году Роунделл Палмер получил титул барона Селборна из Селборна в графстве Саутгемптон (пэрство Соединённого королевства). Его единственный сын Уильям Уолдегрейв Палмер, 2-й граф Селборн, и внук, Роунделл Сесил Палмер, 3-й граф Селборн, были видными либерал-юнионистскими политиками. В 1941 году Роуленд Сесел Палмер получил титул барона Селборна и стал членом Палаты лордов.
В 1971 году титул унаследовал Джон Роунделл Палмер, 4-й граф Селборн (1940—2021), сын Уильяма Мэтью Палмера, виконта Волмера, и внук 3-го графа Селборна. Он являлся одним из 90 избранных наследственных пэров, которые оставались в Палате лордов после принятия акта о пэрах в 1999 году, он являлся членом консервативной партии. 
По состоянию на 2025 год, обладателем графского титула является его сын Уильям Льюис Палмер, 5-й граф Селборн, который наследовал отцу в 2021 году.
Фамильная резиденция — Темпл Манор возле деревни Селборн в графстве Хэмпшир.

## Графы Селборн
- Роунделл Палмер, 1-й граф Селборн (27 ноября 1812 — 4 мая 1895), сын Уильяма Джоселина Палмера;
- Уильям Уолдегрейв Палмер, 2-й граф Селборн (17 октября 1859 — 26 февраля 1942), единственный сын предыдущего;
- Роунделл Сесил Палмер, 3-й граф Селборн (15 апреля 1887 — 3 сентября 1971), старший сын предыдущего;
  - Капитан Уильям Мэтью Палмер, виконт Волмер (27 мая 1912 — 2 октября 1942), старший сын предыдущего;
- Джон Роунделл Палмер, 4-й граф Селборн (24 марта 1940 — 12 февраля 2021), старший сын предыдущего;
- Уильям Льюис Палмер, 5-й граф Селборн (род. 1 сентября 1971), старший сын предыдущего;
  - Наследник: Александр Дэвид Палмер, виконт Волмер (род. 2002), старший сын предыдущего.